# 環境・食糧・農村地域省
環境・食糧・農村地域省（かんきょう・しょくりょう・のうそんちいきしょう、英: Department for Environment, Food and Rural Affairs、略称: Defra）は、環境保護、食糧生産・食品基準、農業、漁業、及び農村社会を主な所掌業務とするイギリスの行政機関。本庁舎はロンドンのスミス・スクエアのノーベルハウスに所在する。

## 歴史
2001年6月にマーガレット・ベケット大臣の下で、農漁業食糧省 (MAFF) と環境・運輸・地域省 (DETR) の一部、及び内務省のごく一部が合併して設置された。 
2001年2月からイギリス各地で発生した口蹄疫に適切に対処するために、迅速な対応がとれていないとみなされた農漁業食糧省を改め、設置された。2008年1月時点の中心となる職員の数は約9,000人であった。
2008年10月、環境・食糧・農村地域省の気候班とビジネス・企業・規制改革省 (BERR) のエネルギー班が合併し、エネルギー・気候変動省が新設された。

## 所掌事務
環境・食糧・農村地域省の所掌事務は以下の通りである。
- 気候変動への適応
- 農業（共通農業政策を含む）
- 大気汚染対策
- 動物衛生と動物福祉
- 生物多様性
- 自然の保護・保全
- 化学物質及び農薬
- 漁業
- 洪水
- 食糧政策
- 林業
- 狩猟
- 内陸水路
- 土地管理（英語版）
- 海洋政策
- 国立公園
- 騒音対策
- 植物衛生
- 農村地域開発（英語版）
- 持続可能な開発
- 廃棄物管理（英語版）
- 水資源管理（英語版）

## エグゼクティブ・エージェンシー
環境・食糧・農村地域省が所管するエグゼクティブ・エージェンシーは以下の4機関である。
- 動植物衛生庁 (Animal and Plant Health Agency)
- 環境・漁業・水産養殖科学センター (Centre for Environment, Fisheries and Aquaculture Science)
- 農村地域支出庁 (Rural Payments Agency)
- 獣医学研究局 (Veterinary Medicines Directorate)